# الکساندر صمدوف
الکساندر صمدوف (روسی: Александр Сергеевич Самедов، زاده ۱۹ ژوئیهٔ ۱۹۸۴) بازیکن فوتبال حرفه‌ای اهل روسیه است که علاوه بر بازی در اسپارتاک مسکو از تیم‌های صاحب نام این کشور، عضو تیم ملی فوتبال روسیه نیز می‌باشد.

## زندگی خصوصی
صمدوف از پدری آذربایجانی‌تبار و مادری روس در مسکو. زاده شده‌است. وی در سال ۲۰۱۲ اعلام کرد که پس از گذراندن دورهٔ افسردگی، به درخواست همسرش یولیا، به مسیحیت گرویده‌است.